# Річка Угалла (національний парк)
Національний парк річки Угалла  — національний парк Танзанії, на заході центральної частини країни. Парк займає 3,865 км2 . З півдня омивається річкою Угалла .
Річка Угалла, яка протягом сухого сезону є єдиним постійним джерелом води для дикої природи, лягла в основу назви парку. Річка плавно тече на захід за межі національного парку в заплутану мережу боліт і річок, відомих як болота Мойовосі, які зрештою впадають в озеро Танганьїка.

## Історія та пам'ятки
Національний парк був створений у 2019 році після того, як парламент Танзанії відокремив частину заповідника річки Угалла для створення національного парку. Він розташований у центрально-західній частині Танзанії, на схід від озера Танганьїка.
Вся територія являє собою просторий ландшафт, де переважають ліси Міомбо та високі трав'янисті савани, населені буйволами, слонами, леопардами, жирафами, зебрами тощо.  Середня кількість опадів становить 600–750 мм на рік. 